# Ford Granada (Европа)
Ford Granada — автомобиль бизнес-класса, производившийся европейским подразделением Ford Motor Company на заводе CB&A в Кёльне, Германия и на заводе Ford Dagenham (Дагенхэм, Великобритания) с 1972 по 1985 года. В США выпускалась модель под тем же названием, не имевшая никакого отношения к европейским «Гранадам». 

## Первое поколение
Ford Granada создавался для того, чтобы войти в европейский сегмент E и составить конкуренцию Mercedes-Benz W114/W115 или BMW E12. Угловатый дизайн Ford Granada был разработан в начале 1970-х годов кёльнским филиалом Ford (ФРГ) при участии американских специалистов, а платформа и подвеска были от части британскими разработками. На разработку Granada  корпорация Ford потратила около 500 млн. DM.
Модель была впервые представлена на Женевском автосалоне в марте 1972 года. Своим появлением Granada заменила Ford P7 в континентальной Европе и Ford Zephyr/Zodiac в Великобритании.

### Технический обзор
Передняя подвеска на двойных поперечных рычагах, а задняя на косых рычагах. Такая конфигурация подвески обеспечивала хорошую плавность хода на пересечённой местности.  

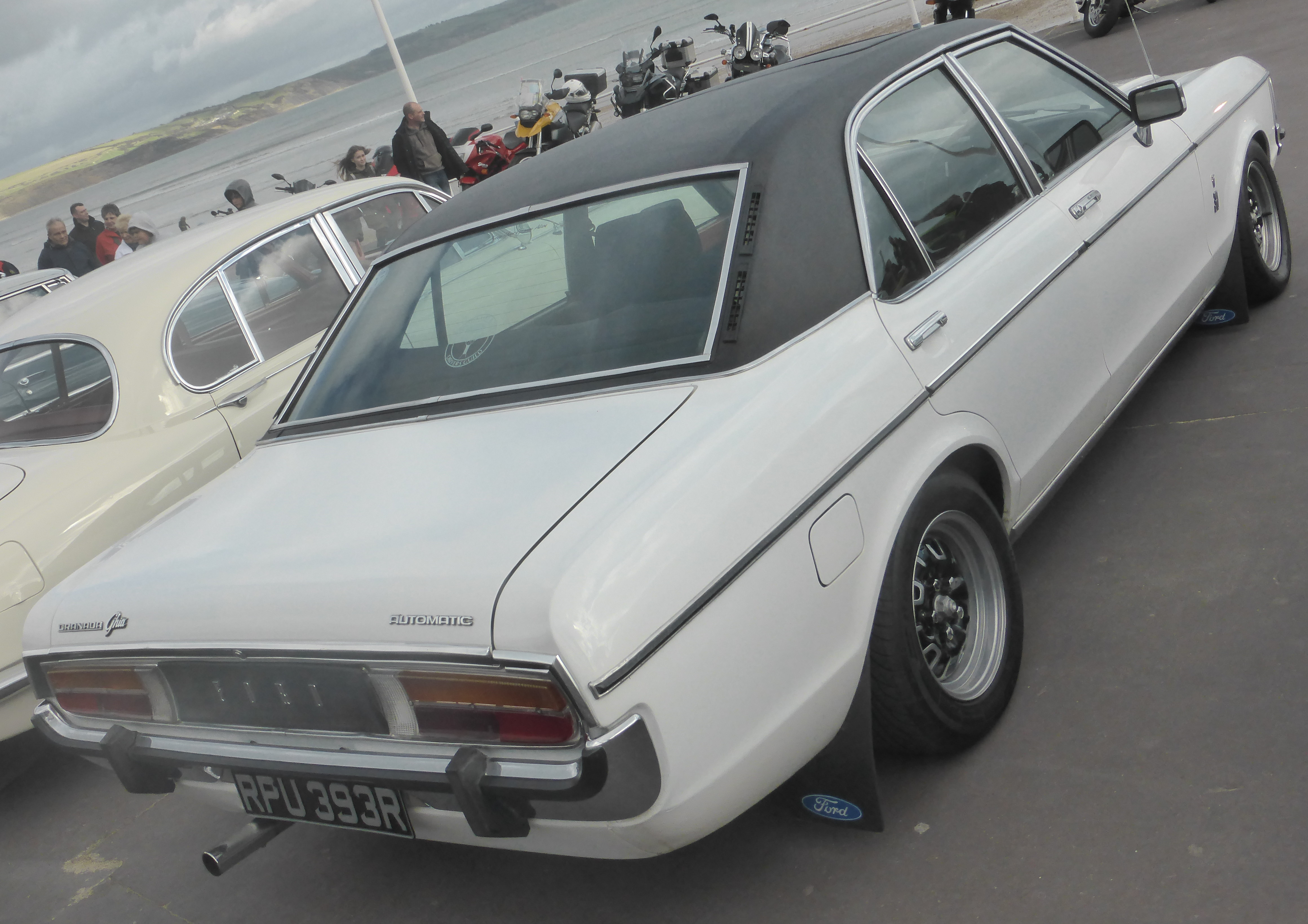
Четырёхдверный седан (1972-1977), вид сзади

Двигатели каждый из заводов ставил свои. Например, на британских Granada устанавливались двигатели Ford Essex V4 объёмом 2,0 л и двигателя Essex V6 объёмом 2,5 и 3,0 л. соответственно. На немецких моделях устанавливался двигатель Ford Taunus V4 объёмом 1,7 л.; 3,0-литровый Essex V6, Cologne V6 объёмами 2,0; 2,3; 2,6 л. Позже V4 был заменён двигателем Pinto. Несмотря на то, что двигатели того времени были карбюраторными, на некоторые Granada устанавливались инжекторные двигатели Cologne V6 мощностью 150 л. с. (110 кВт). 

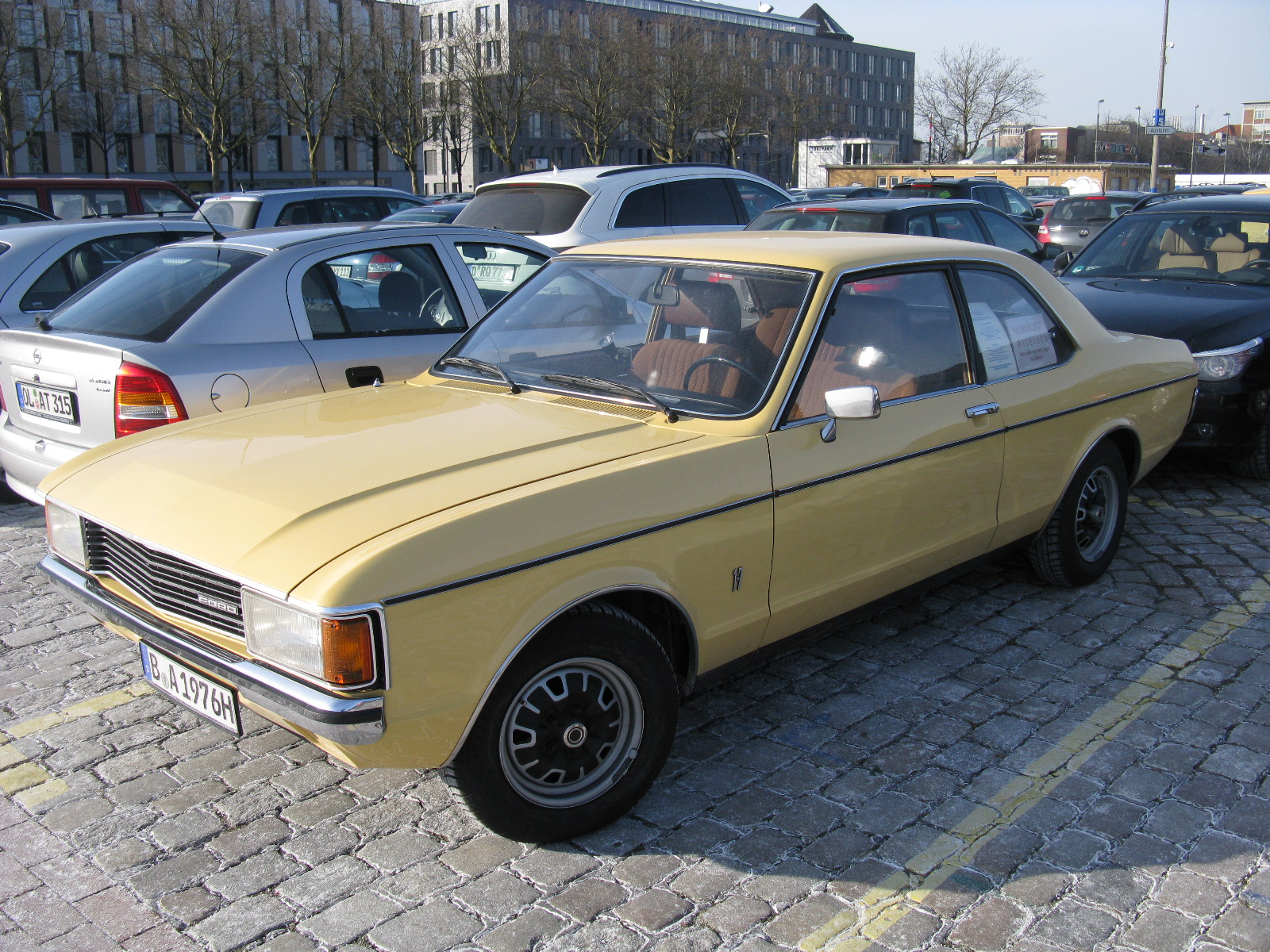
Двухдверный седан (1973-1977)

Технически новая модель имела много общего со своим британским предшественником Ford Zephyr / Zodiac, также используя заднюю пружинную, а переднюю рычажную подвеску (с пружиной и амортизатором). Ford Granada и Ford 17M / 20M/26M имели задние барабанные тормоза, в отличие от задних дисковых тормозов Zephyr/Zodiac. Также в Granada была применена рулевая рейка, вентилируемые тормозные диски, двухконтурная тормозная система. 

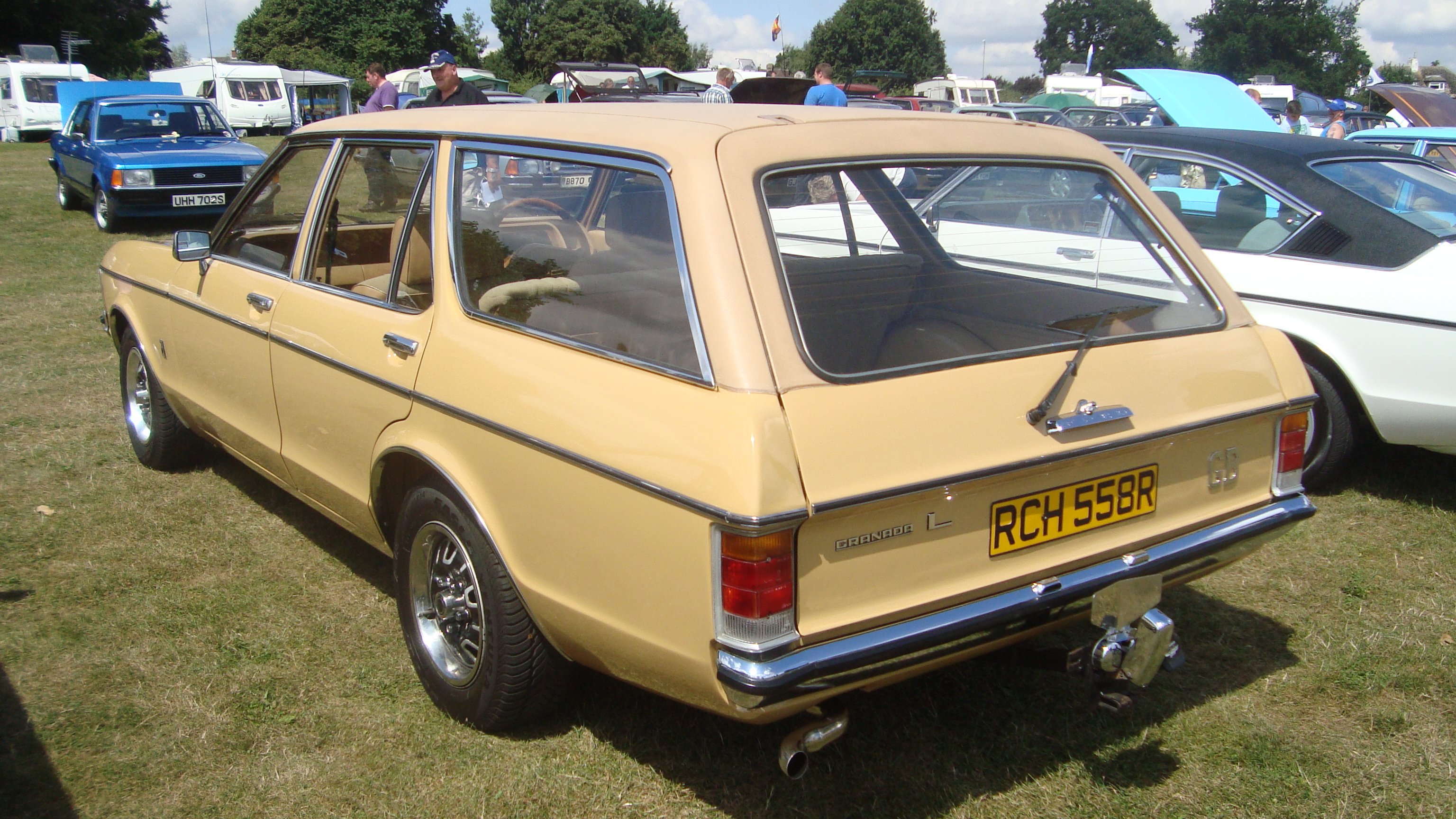
Пятидверный универсал (1972-1977)

### Комплектации

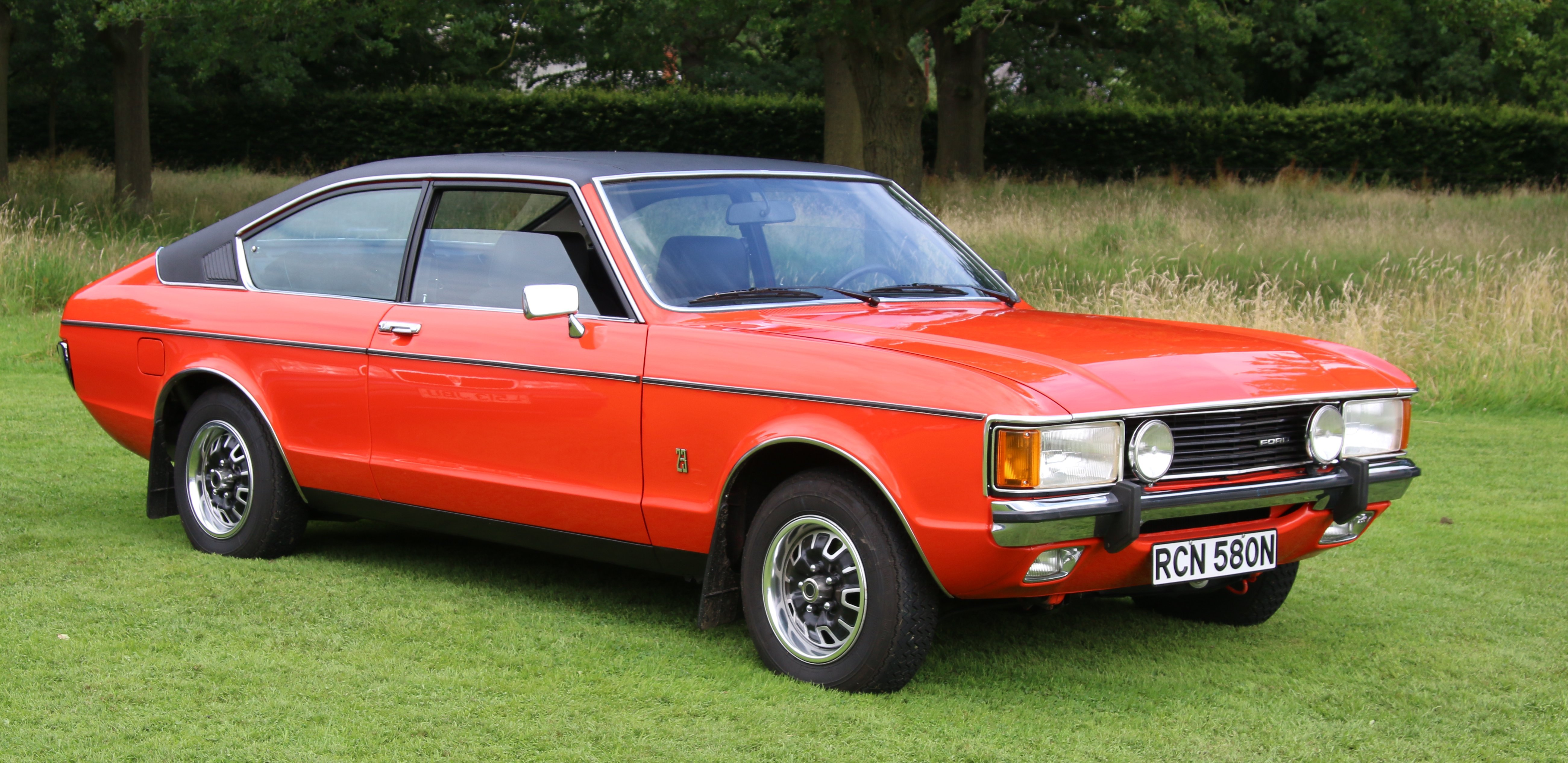
Двухдверное купе (1974-1977)

Автомобиль был доступен в разных исполнениях кузова: 2-х и 4-х дверный седан, универсал (Turnier) и 2-х дверное купе (фастбек). Задняя часть кузова купе имела модный в то время стиле бутылки Coca-Cola. Двухдверный седан появился в модельном ряду в мае 1973 года.
В дополнительных комплектациях на модель устанавливались: ГУР, 3-х ступенчатая АКПП, тонированные стёкла, дополнительные приборы на приборной панели (тахометр, вольтметр, датчик давления масла, блок контрольных ламп), а также люк в крыше.
L — ГУР и тканевая обивка дверей. В дополнение мог быть установлен люк.
GL — велюровый салон, накладка на панель под дерево, четыре индивидуальных плафона подсветки для каждого пассажира, центральный замок, люк, цельнометаллические бампера, широкие молдинги с хромированной вставкой, тонированные стёкла. Дополнительно устанавливался кондиционер и электрические стеклоподъёмники.
Ghia — премиальная комплектация, просторный салон сочетался с не менее изысканной начинкой: двигатель V6 с механическим впрыском обеспечивал мощность 150 л. с. (110 кВт), деревянные вставки в панель приборов, электрические , кондиционер, люк в крыше, гидроусилитель руля, хромированная радиаторная решётка.
В дополнение к модельному ряду существовала спортивная версия S, заменившая Ford Consul GT, имела более жёсткую подвеску, алюминиевые колёсные диски, трёхлитровый двигатель и спортивное рулевое колесо.
В целом, в 1970-х годах имел широкий выбор кузовов, двигателей и комплектаций. Из-за этого автомобиль получил большое распространение в странах Европы, часто использовался в такси и на службе в полиции разных стран.

### Незаводские версии
Специализированными фирмами, такими как Coleman Milne и Woodall Nicholson, Pollmann, на базе серийной «Гранады» также собирались лимузины и катафалки. Традиционные четырёхдверные лимузины предлагались (как длинные, так и короткие версии) наряду с необычным четырёхдверным «купе-лимузином» (всего их было построено 12 штук), а также катафалками с 2-х или 4-х дверными кузовами.

## Второе поколение
Обновлённая Granada II начала производиться с августа 1977 года и выпускалась до апреля 1985 года после небольшого рестайлинга и улучшенной шумо- и виброизоляцией и жёсткостью подвески в 1981 году. Второе поколение, по сути, было глубокой модернизацией Granada 1972 года, с изменённым дизайном кузовных панелей, которые привели Granada в соответствие с новым дизайном Ford, разработанным немецким дизайнером Уве Бансеном, с учётом стилистических особенностей, которые также использовались на недавно выпущенных Taunus Mk IV и Fiesta Mk I.
В 1978 году Granada II заняла третье место на конкурсе Европейский автомобиль года, уступив место Porsche 928 и BMW E23 .

### Двигатели
Изначально на Granada II ставился только 1,7-литровый двигатель V4. Гамма двигателей была представлена как карбюраторными, так и инжекторными 6-цилиндрическими моторами с объёмом от 1.6 до 2.8 литров (160 л. с.). Моторы функционировали с механической и автоматической коробками передач.
Также было выпущено ограниченное количество автомобилей с четырёхцилиндровыми дизельными двигателями Indenor объёмами 1,9; 2,1 и 2,5 литра. Первоначально их устанавливали только на четырёхдверные седаны Granada II (более поздний двигатель 2,5 ставили и на универсалы). Большинство таких дизельных Granada II работало в таксомоторных парках. Самый маломощный двигатель 1.9 л. вскоре был заменён более мощным 2.1 л. В марте 1979 года на Женевском автосалоне была представлена версия «Granada GLD» с новым двигателем 2.1 л.

### Версии

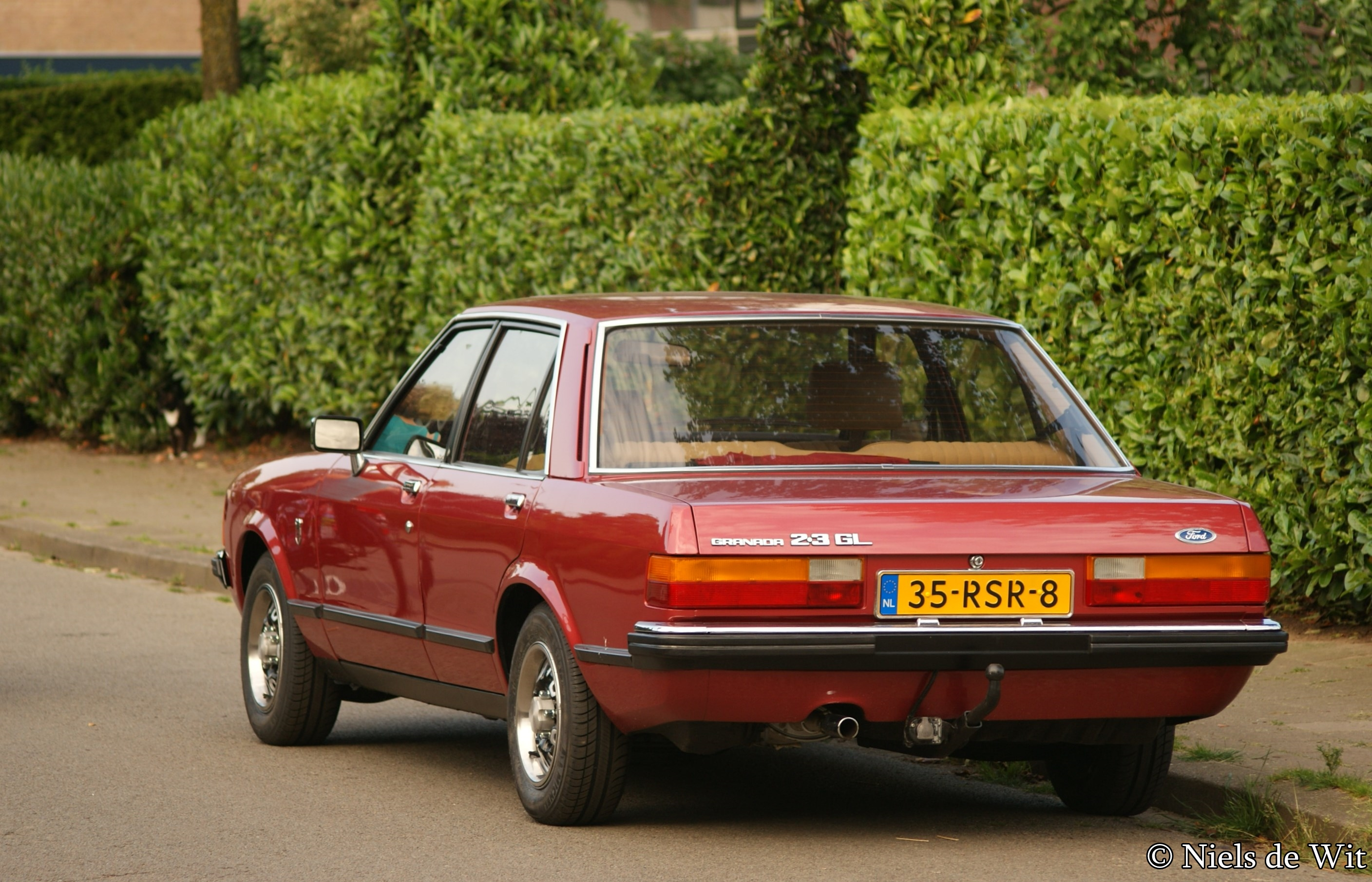
Вид сзади

Комплектации модельного ряда: 2.0 L, 2.3 L, 2.1 DL, 2.8 L, 2.8i GL, 2.8i GLS и 2.8i Ghia. На эти версии устанавливались такие опции как люк с электроприводом, кнопка открывания крышки багажника из салона, сидения с электрорегулировкой и подогревом, бортовой компьютер и кондиционер. 

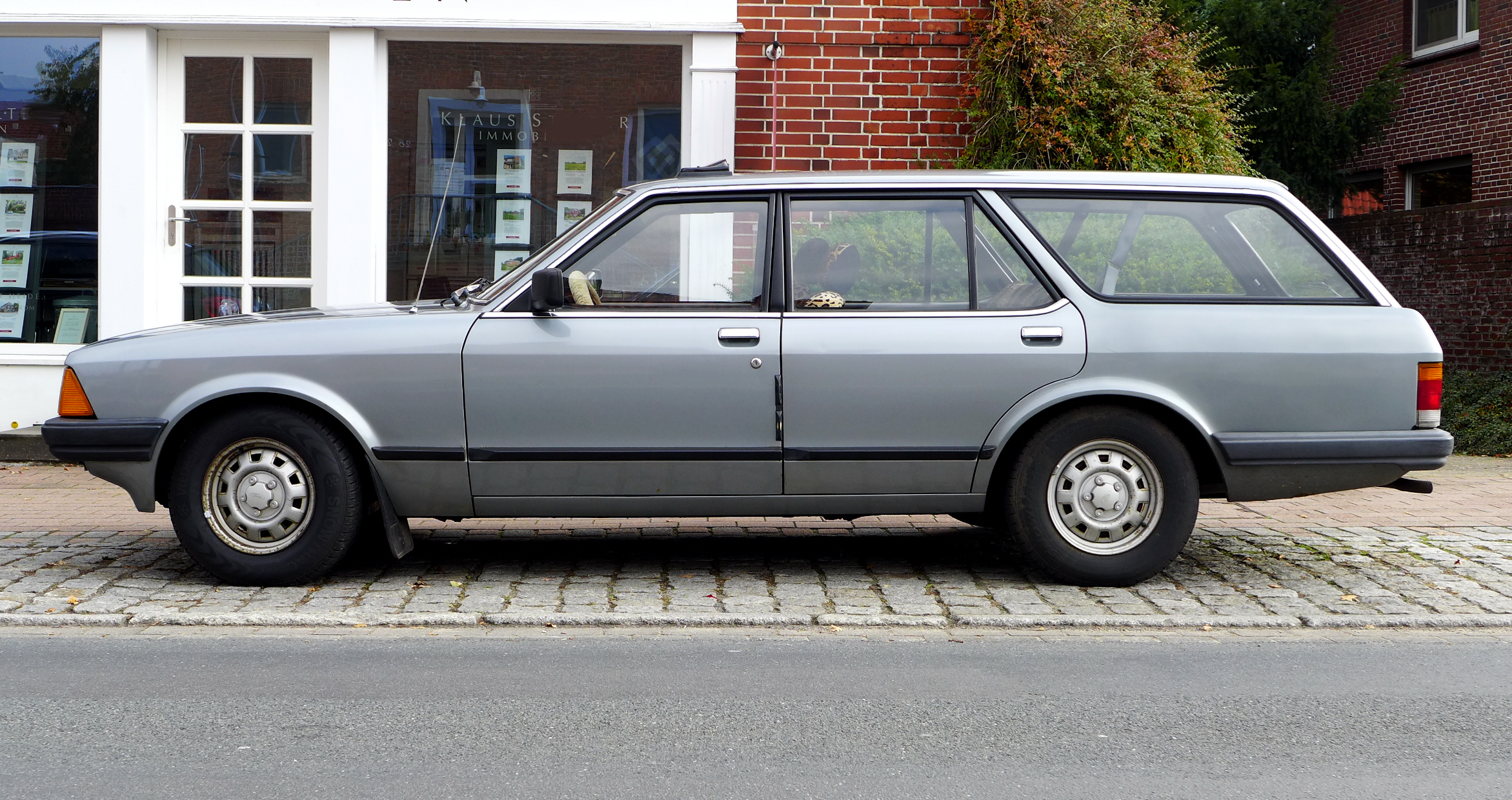
Пятидверный универсал

В дополнение к модельному ряду предлагалась спортивная Granada 2.8 Injection, отличавшаяся белыми легкосплавными дисками с шинами Michelin TRX, усиленной подвеской, сиденья Recaro, передним фартуком и спойлером на багажнике, бамперами с цветовой кодировкой и противотуманными фарами.
Существовала выпущенная в количестве 200 штук версия Ford Granada 2.8 Chasseur в кузове универсал, приуроченная к Олимпийским играм 1980 года. Универсал имел автоматическую коробку передач и двухцветной окраской кузова (верх коричневый, низ золотистый), салон был отделан кожей и бежево-коричневой клетчатой тканью, в багажнике имелись фирменные кожаные сумки.
В сентябре 1981 года был произведён рестайлинг, после которого модель обзавелась увеличенными круглыми бамперами, трёхслойной решёткой радиатора, новой комбинацией приборов на панели, рестайлинговыми задними фарами и сидениями с новой конструкцией.

В 1983 году модель получила 5-ступенчатую механическую коробку, а также 2.5 литровый мотор с мощностью в 69 л. с. 

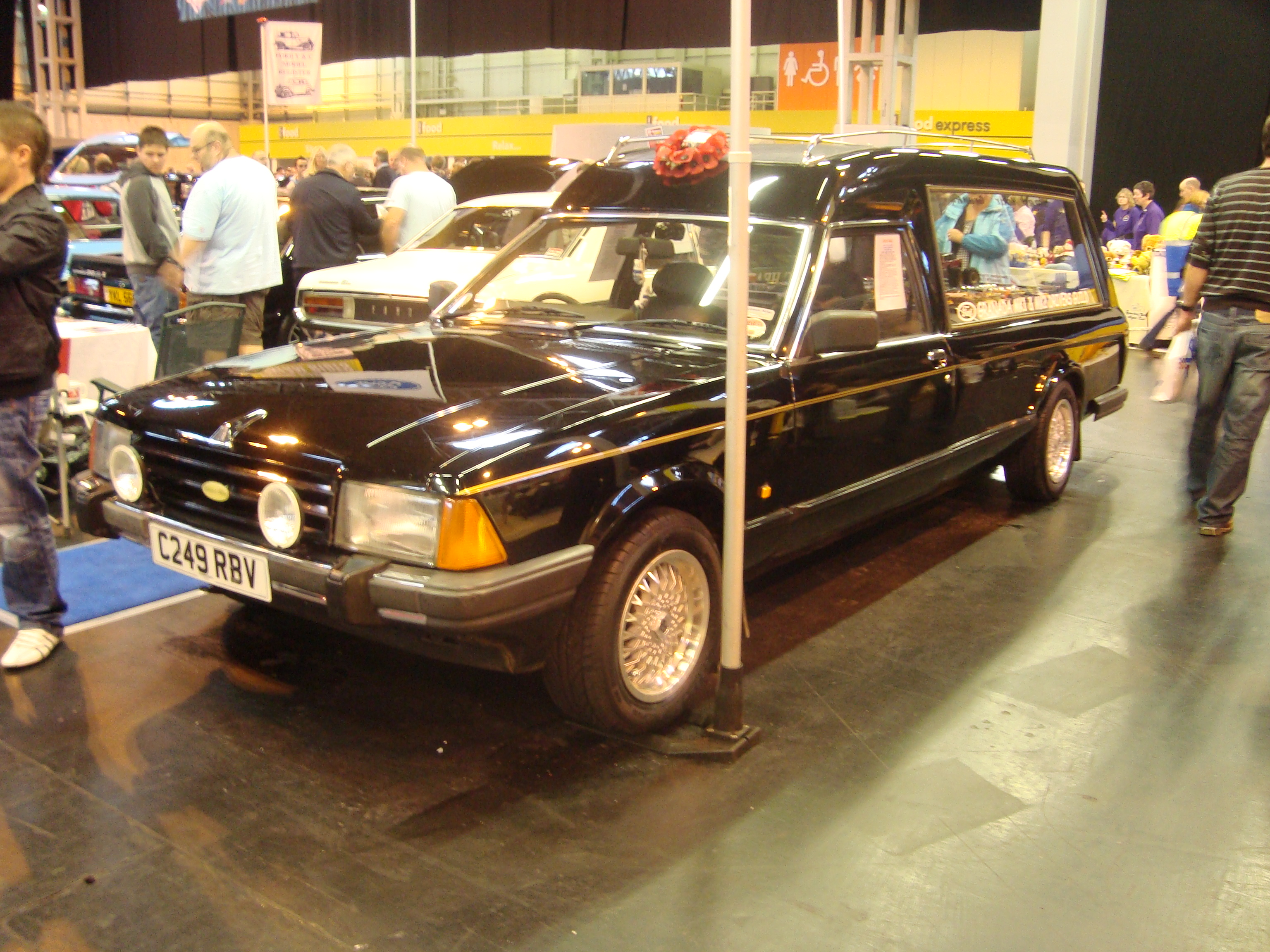
Катафалк

### Сборка
В первые годы производства Granada II было начато только в ФРГ, оттуда же они поставлялись в Великобританию и другие страны с левосторонним движением.

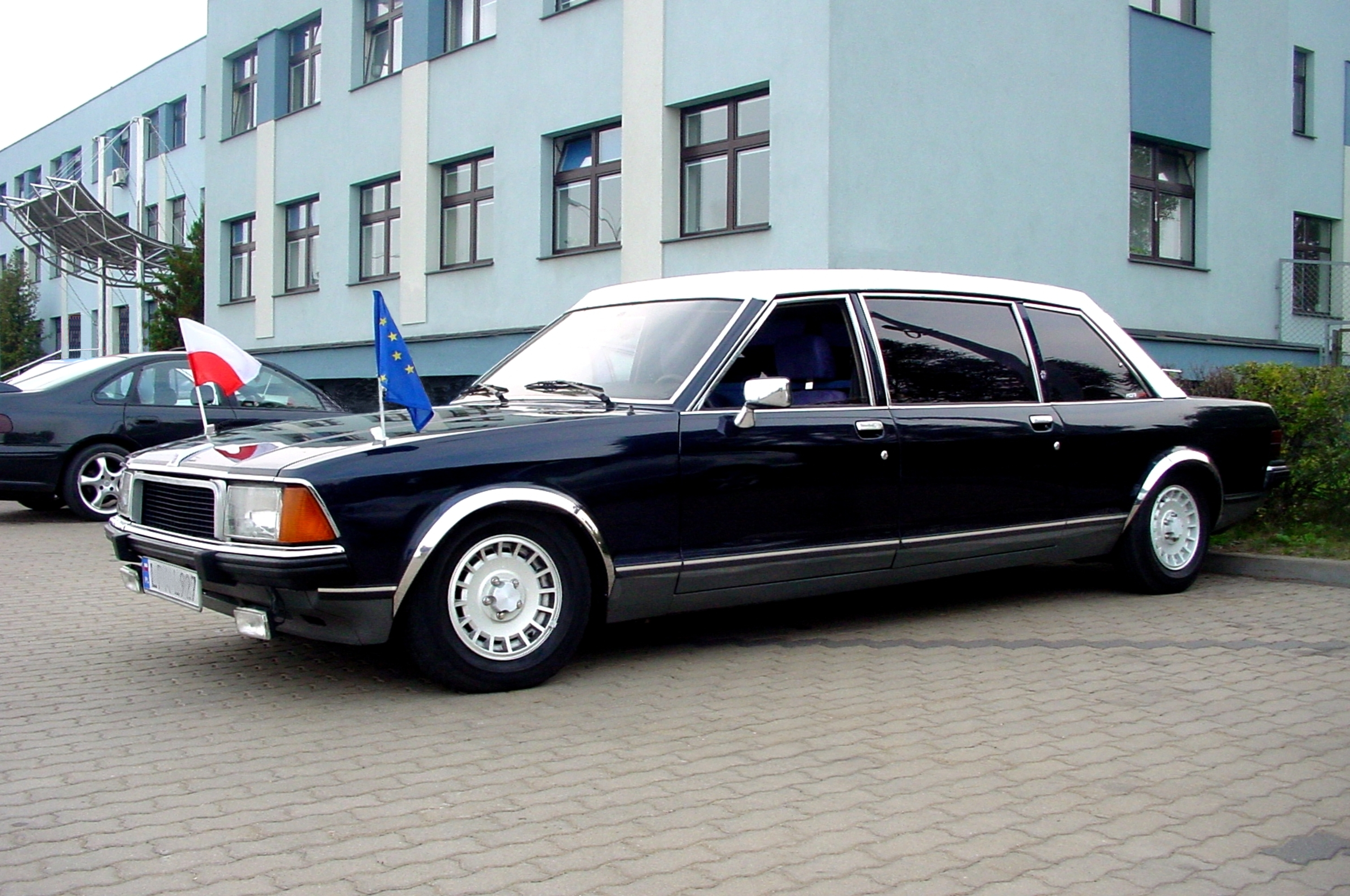
Лимузин

В 1978-1985 г.г. Granada II производилась по лицензии на южнокорейском заводе Hyundai. Помимо этого, модель собиралась в Японии и Тайване для распространения на рынках азиатских стран.
Granada II собиралась в Южной Корее из немецких машинокомплектов с 1978 по 1985 год. Корейская Granada собиралась для местного рынка и была одним из первых автомобилей бизнес-класса, собранных в Корее. Всего было произведено 4743 автомобиля.

## Третье поколение

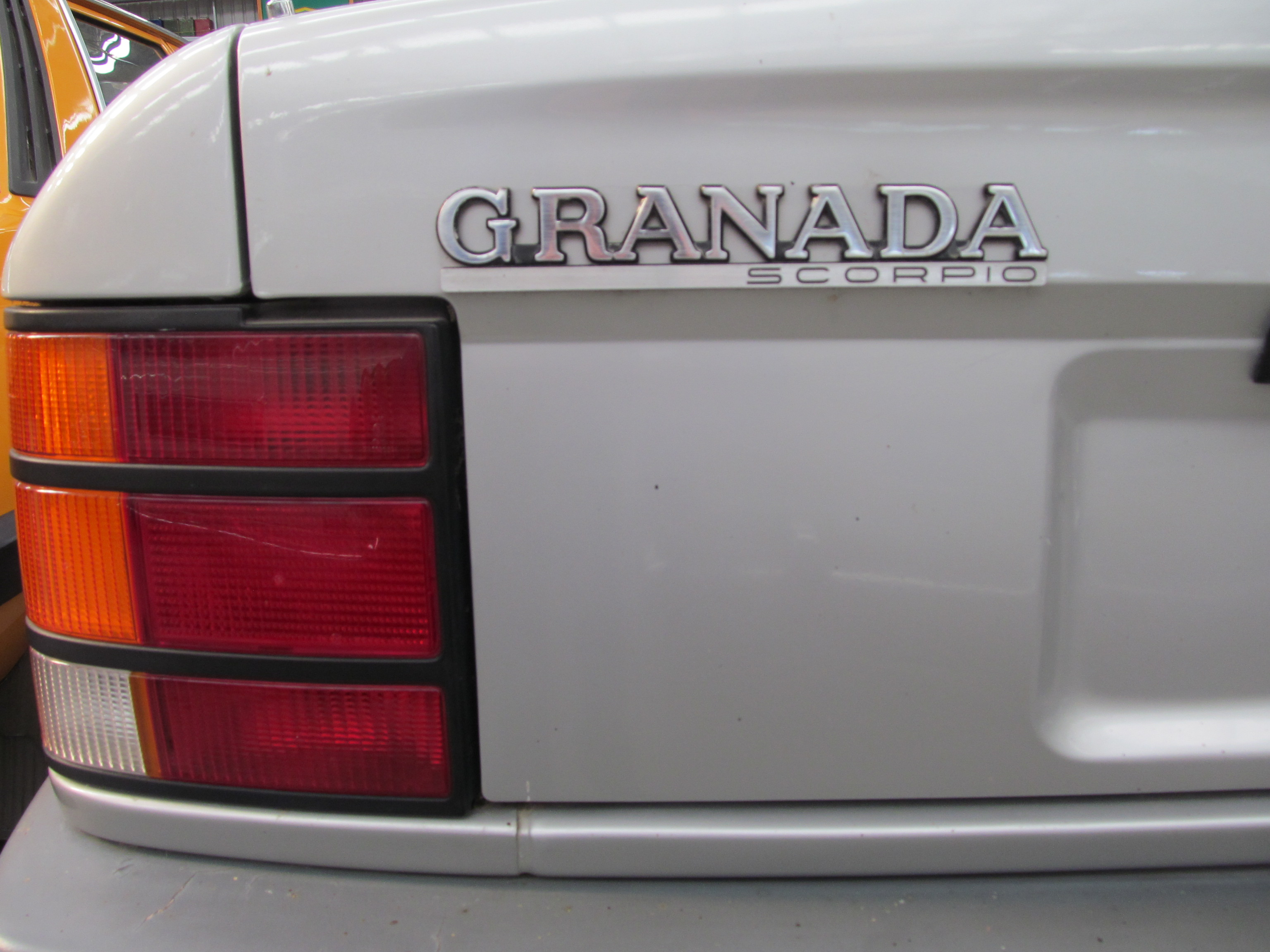
Значок Ford Granada на Ford Scorpio

В апреле 1985 года состоялся дебют третьего поколения, которое являлось переименованным Ford Scorpio. Под названием Granada модель продолжила продаваться только на внутренних рынках Ирландии и Великобритании, в остальных странах эта модель продавалась под названием Scorpio. Третье поколение было первой европейской серийной моделью, в которой АБС была установлена в стандартной комплектации для всего семейства автомобилей.